# Thompson, Connecticut
Thompson är en kommun (town) i Windham County i delstaten Connecticut i USA med cirka 8 878 invånare (2000). Den har enligt United States Census Bureau en area på totalt 126,1 km² varav 4,4 km² är vatten.
Gränserna mellan Connecticut, Massachusetts och Rhode Island möts i Thompsons nordöstra hörn.